# Voedselbank

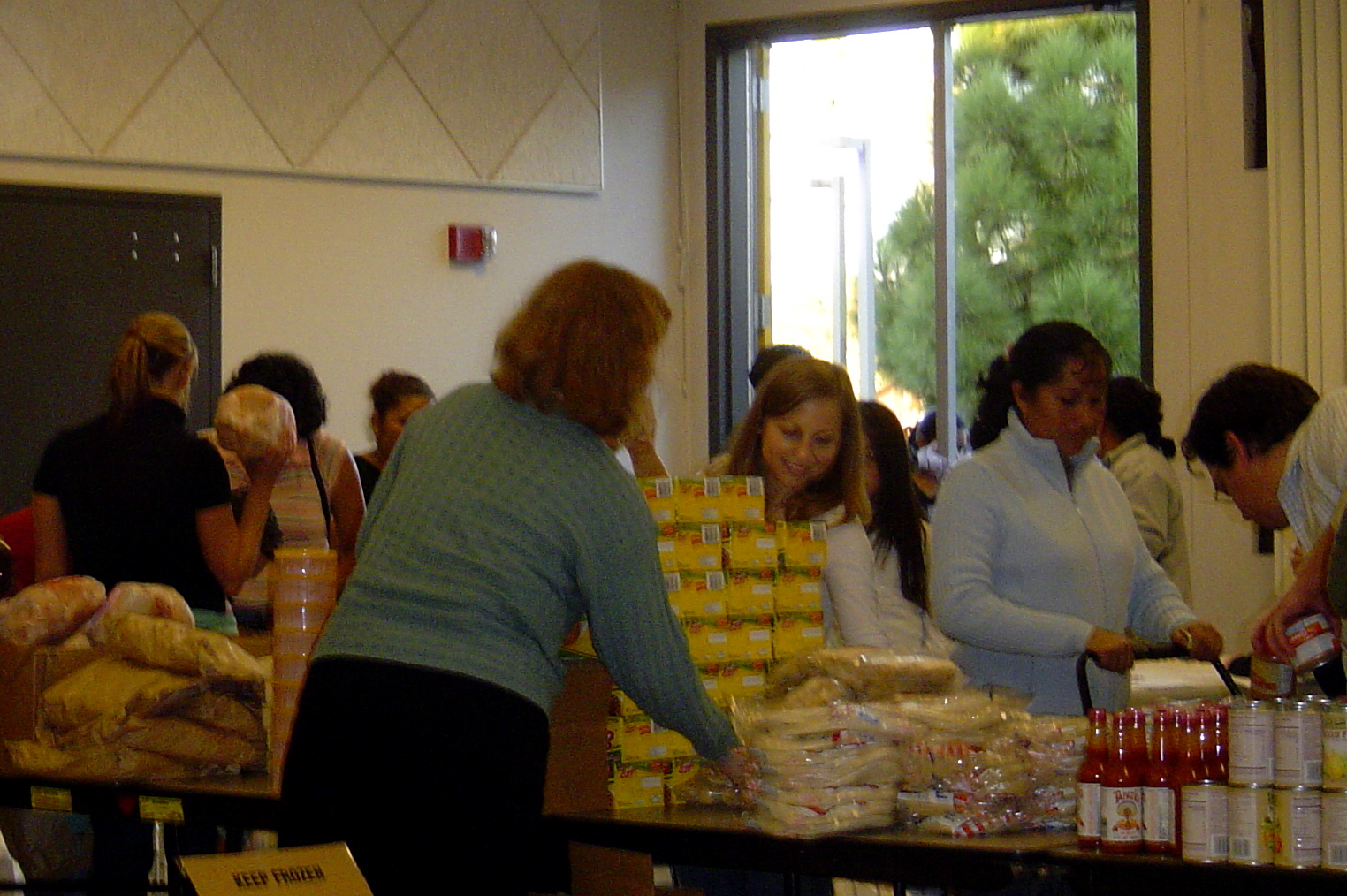
Voedselbank in de Verenigde Staten

Een voedselbank is een liefdadigheidsinstelling die kosteloos levensmiddelen verstrekt aan hen die financieel niet of nauwelijks in staat zijn om in hun levensonderhoud te voorzien en ter voorkoming van verspilling van voedsel. Aanbod van nog goed consumeerbaar voedsel (dat op het punt staat om vernietigd te worden) en vraag (gezinnen die het voedsel nodig hebben) worden op deze manier bij elkaar gebracht. Voedselbanken ontstonden in de jaren 70 in de Verenigde Staten en werden via Frankrijk in 1984 geïntroduceerd in Europa.
De Fédération Européenne des Banques Alimentaires (FEBA) telt 266 voedselbanken in 22 landen in Europa.

## Volgens land

### Nederland
In Nederland werd een van de eerste voedselbanken opgericht in 2002 door Sjaak en Clara Sies in Rotterdam. In 2006 werd besloten om een landelijke organisatie te vormen op basis van acht regio’s met acht regionale voedselbanken. Dit leidde tot de oprichting van de Federatie van Voedselbanken in Nederland (FVN). In 2013 kwam daar de Vereniging van Nederlandse Voedselbanken uit voort. Deze landelijke koepelorganisatie wordt meestal Voedselbanken Nederland genoemd. In 2020 zijn er 170 voedselbanken en tien distributiecentra bij aangesloten. Voedselbanken Nederland heeft als doel de plaatselijke voedselbanken te ondersteunen bij hun kerntaken. De voedselbanken beschikken over meer dan 535 uitgiftepunten voor voedselpakketten. Ongeveer 11.000 vrijwilligers zijn actief bij de voedselbanken. Volgens een telling die eind 2016 werd gehouden deden 135.000 mensen een beroep op een voedselverstrekking, en werden er ca. 2 miljoen voedselpakketten uitgeleverd aan 30.500 huishoudens.
In 2016 werd naar schatting zo’n 12.000 ton voedsel verdeeld dat anders vernietigd zou worden. Daardoor is ook 9 miljoen ton aan overbodige CO2-uitstoot voorkomen.
De operationele kosten om de pakketten bij de klanten te krijgen bedroegen anno 2017 gemiddeld ongeveer € 5,00 per pakket. Dit betreft onder meer de kosten om producten in te zamelen, te koelen en via voedselbanken te distribueren, maar ook de huisvesting. Er zijn grote verschillen tussen de operationele kosten van voedselbanken. De ene voedselbank is rond de € 2 kwijt en de andere heeft € 10 aan kosten per pakket. Dit is vaak te herleiden tot de ondersteuning die de plaatselijke voedselbank al of niet krijgt van de gemeente, in de vorm van subsidie of giften in natura zoals gratis huisvesting. Elke week is dus ruim 180.000 euro aan geld nodig; op jaarbasis gaat het om een bedrag van bijna 9,5 miljoen euro. Circa 76% van de voedselbanken ontving in 2017 een vorm van ondersteuning door de gemeente waar de voedselbank actief is. Dit varieert van het niet hoeven betalen voor afvalverwijdering tot het voor de rekening nemen van de huisvestingskosten tot een subsidie. De subsidies lopen uiteen van € 500 tot € 60.000 per jaar.
De missie van Voedselbanken Nederland is het gratis verstrekken van verkregen voedsel aan de armste mensen in Nederland met uitsluitend vrijwilligers.

#### Aanlevering
Om klanten van de voedselbank van voldoende eten te kunnen voorzien, werkt Voedselbanken Nederland samen met bedrijven, instellingen, overheden en particulieren. Zo zorgen zij er samen voor dat een deel van de Nederlandse armen niet verhongeren, voedseloverschotten verdwijnen en het milieu minder wordt belast. Sinds enkele jaren is er daarom de voedseltuin. Dit werkgelegenheidsproject is er voor mensen met een lange afstand tot de arbeidsmarkt (mensen die kampen met burn-out, psychiatrische klachten, tegenprestaties voor behoud uitkering). In de voedseltuinen worden groenten gekweekt voor de voedselbank. Grote steden die dit doen zijn Rotterdam, Arnhem, Utrecht, Tilburg en Maastricht.
Om de zelfredzaamheid van klanten te vergroten, werkt Voedselbanken Nederland samen met lokale organisaties die klanten helpen om weer op eigen benen te staan. Voedselhulp zou immers tijdelijk moeten zijn. Echter: 9% van de klanten maakt gedurende drie jaar (de maximale periode) gebruik van de voedselbank. Daarna stopt deze voedselhulp en zijn de mensen weer aangewezen op hun eigen beperkte financiële middelen. Vele supermarkten maken nog steeds liever kosten om hun voedseloverschot te laten vernietigen, dan het te schenken aan een voedselbank. Het is illegaal om weggegooid goed voedsel uit de afvalcontainers van supermarkten te halen en niemand krijgt toegang tot de hulp van een voedselbank zonder verwijzing van de lokale sociale dienst.

#### Kernwaarden
De Nederlandse voedselbanken hanteren de volgende kernwaarden als maatstaf voor hun handelen:
- Er wordt uitsluitend gewerkt met vrijwilligers
- Het voedsel wordt door anderen gedoneerd
- Er wordt zo gezond mogelijk voedsel verstrekt
- Alle voedselverstrekking is kosteloos
- Het beschikbare voedsel wordt zo eerlijk mogelijk verdeeld
- Voedselbanken zijn neutraal en onafhankelijk (‘burgers voor burgers’)
- Er is een transparante verantwoording.

De Nederlandse voedselbanken hebben de volgende hoofddoelstellingen:
- Het bieden van directe voedselhulp aan de armste mensen
- Het voorkomen van verspilling van goed voedsel

### België
In België werd de eerste voedselbank opgericht in 1986. Tegenwoordig zijn er 9 voedselbanken in België, een in elke provincie, verenigd in de Belgische Federatie van Voedselbanken (BFVB). Deze regionale voedselbanken zorgen voor de opslag en administratie en verdelen het voedsel aan de meer dan 600 lokale aangesloten verenigingen.
De doelstellingen van voedselbanken zijn enerzijds verspilling van voedingswaren te voorkomen en anderzijds het direct helpen van mensen die onder een bepaald bestaansminimum leven, door het uitreiken van voedsel dat door derden beschikbaar is gesteld. Om in aanmerking te komen voor hulp van de voedselbank is een attest van het OCMW noodzakelijk. De verdeling gebeurt op vaste tijdstippen. Bij het bereiken van de algemene doelstellingen van de federatie gelden de volgende uitgangspunten:
- Voedselbanken mogen geen commerciële activiteiten ontplooien, kopen zelf in principe geen voedsel in en vragen geen vergoeding aan personen voor wie de levensmiddelen bestemd zijn: alles wordt gratis gekregen en gratis uitgedeeld.
- Initiatieven om de doelgroep van de voedselbanken ook op andere terreinen te ondersteunen zullen niet plaatsvinden onder de naam van de voedselbank.
- Voedselbanken zijn vrijwilligersorganisaties die geen salarissen of daarop lijkende vergoedingen aan haar vrijwilligers betalen.
- Door het bestaan van de voedselbanken wordt aan armoede en verspilling een gezicht gegeven.

Voedselbanken zijn allemaal zelfstandige autonome stichtingen of vzw's. 
Er was nooit eerder zo'n grote vraag naar voedselpakketten als in 2022. Dat jaar steeg de vraag met 18,2 procent, terwijl de schenkingen afnamen.  Gemiddeld deden 193.344 personen per maand beroep op de voedselbank.

#### Sociale kruidenier
Op kleinere schaal dan de voedselbanken werd in vele gemeenten een Sociale kruidenier opgericht. Hulpbehoevenden kunnen er, vaak na verwijzing door het OCMW, in een winkelformule terecht voor kruidenierswaren. Bij de overkoepeldende Sociale Kruideniers Vlaanderen waren in 2022 een veertigtal lokale initiatieven aangesloten. Ook in Wallonië en Brussel bestaan dergelijke initiatieven, vaak onder de benaming “Epicerie sociale”. 

### Curaçao
Op Curaçao bestaat sinds 2012 de basisvoedselmand (Makutu-Basiko), waarop mensen met een laag inkomen recht hebben. Anders dan in België en Nederland betreft het een overheidsvoorziening: de minister van Economische Zaken bepaalt de inhoud van de mand en de prijs die daarvoor aan de leveranciers wordt vergoed.

## Internationaal
Zowel de Belgische als de Nederlandse vereniging van voedselbanken zijn lid van de in 1986 opgerichte Europese Federatie van Voedselbanken (EFVB). Wereldwijd werken sedert de jaren ‘80 voedselbanken in meer dan 25 landen, verenigd in het Global Foodbanking Network.